# Ключ (деревня, Свердловская область)
Ключ — деревня в Ачитском городском округе Свердловской области. Управляется Афанасьевским сельским советом.

## Часовой пояс
Ключ, как и вся Свердловская область, находится в часовой зоне МСК+2. Смещение применяемого времени относительно UTC составляет +5:00.

## Население
| 2002 | 2010 |
| ---- | ---- |
| 1    | ↘0   |

## Климат
Климат средний, континентальный. Погода здесь очень переменчивая, основной причиной этого являются Уральские горы. Однако здесь они не слишком высокие и позволяют проникать воздушным массам из Европейской части России, поэтому здесь легко проходят и холодный арктический воздух, и горячие среднеазиатские воздушные массы. Все это приводит к тому, что здесь часто происходят резкие изменения погоды.